# Condado de Montbéliard

Brasão do condado de Montbéliard.

O condado de Montbéliard (em francês: Comté de Montbéliard; em alemão: Grafschaft Mömpelgard), era um condado feudal do Sacro Império Romano-Germânico localizado na comuna de Montbéliard, na atual região francesa de Franco-Condado da França. A partir de 1444, foi administrado pela Casa de Württemberg. Em 1495, o conde de Montbéliard Eberhard V de Württemberg foi elevado ao posto de duque e o condado tornou-se o Principado de Montbéliard. O condado possuía uma população católica até 1524, quando o duque Ulrich enviou o teólogo francês Guilherme Farel para levar os ensinamentos de Oekolampad ao condado.